# Norwegian Jade
Le Norwegian Jade est un paquebot de la classe Jewel appartenant à la compagnie Norwegian Cruise Line.

## Histoire
Le Norwegian Jade a été initialement commandé sous le nom de Pride of Hawaii en 2005 par Norwegian Cruise Line pour les croisières américaines dans la même classe que le Pride of Aloha (maintenant Norwegian Sky) et le Pride of America. Maintenant, il fait partie de la classe Jewel.
Il sert d'hôtel flottant pour les Jeux olympiques d'hiver de 2014.